# Optica (Zeitschrift)
Optica ist eine wissenschaftliche Fachzeitschrift mit Peer-Review, die seit 2014 existiert und als Onlinezeitschrift nach dem Open-Access-Modell von der gleichnamigen wissenschaftlichen Gesellschaft Optica (OSA, früher Optical Society und Optical Society of America) herausgegeben wird.
Die Artikel in Optica erscheinen zeitnah online; die Zeitschriftenausgaben erscheinen monatlich. Der thematische Bereich der Artikel in Optica umfasst alle Bereiche der Optik und Photonik von der Grundlagenforschung bis zu Anwendungen.
Mit einem Impact Factor von 9,263 für das Jahr 2018 nimmt die Zeitschrift in der Statistik der Journal Citation Reports den vierten Platz unter 95 Journalen im Themenbereich Optik ein.
Wissenschaftlicher Herausgeber von Optica ist Alexander L. Gaeta von der Columbia University; seine Stellvertreter sind Gabriella Cincotti von der Universität Rom III und Daniel Gauthier von der Ohio State University.